# 緑郵便局 (神奈川県)
緑郵便局（みどりゆうびんきょく）は神奈川県横浜市緑区にある郵便局。民営化前の分類では集配普通郵便局であった。

## 概要
住所：〒226-8799 神奈川県横浜市緑区中山4-32-30

### 併設施設
- ゆうちょ銀行横浜緑店[1]（さいたま支店横浜緑出張所）：取扱店番号020180

## 沿革
- 1879年（明治12年）12月15日 - 川和郵便局（五等）として開設[2]。
- 1885年（明治18年）10月1日 - 貯金取扱を開始[2]。
- 1890年（明治23年）4月1日 - 為替取扱を開始[2]。
- 1901年（明治34年）12月11日 - 川和郵便電信局となる[2]。
- 1903年（明治36年）4月1日 - 通信官署官制の施行に伴い川和郵便局となる[2]。
- 1963年（昭和38年）6月16日 - 特定郵便局から普通郵便局へ局種別改定[3]。
- 1967年（昭和42年）3月12日 - 中山電報電話局開局に伴い電話交換業務を移管
- 1991年（平成3年）10月28日 - 緑区川和町から同区中山町に移転するとともに、緑郵便局に改称。川和町時代の位置は現在の横浜川和町郵便局とは異っている（現:マンション、セブンイレブン向かい側）。
- 1998年（平成10年）9月1日 - 外国通貨の両替および旅行小切手の売買に関する業務取扱を開始
- 2007年（平成19年）10月1日 - 民営化に伴い、併設された郵便事業横浜緑支店、ゆうちょ銀行横浜緑店に一部業務を移管。
- 2012年（平成24年）10月1日 - 日本郵便株式会社発足に伴い、郵便事業横浜緑支店を緑郵便局に統合。

## 取扱内容

### 緑郵便局
- 郵便、印紙、ゆうパック、内容証明
- 生命保険、バイク自賠責保険、自動車保険、がん保険、引受条件緩和型医療保険
- 地方公共団体事務（横浜市バス・電車利用券等の交付）
- 「226-00xx」区域（横浜市緑区の全域）の集配業務
- ゆうゆう窓口

### ゆうちょ銀行横浜緑店
- 貯金、貸付、為替、振替、振込、国際送金、国債、投資信託、変額年金保険
- ATM

## 周辺
- 横浜市緑区役所
- 横浜市緑公会堂
- 緑消防署
- 中山とうきゅう

## アクセス
- JR横浜線、横浜市営地下鉄グリーンライン 中山駅（南口）から徒歩約5分
- 横浜市営バス、神奈川中央交通バス、相模鉄道バス 西村橋停留所下車
- 第三京浜道路 港北ICから西へ、東名高速道路 横浜青葉ICから南へ、保土ヶ谷バイパス 下川井ICから北東へそれぞれ約5km、
- 駐車場あり：22台